# Rechtbank Noord-Holland
De Rechtbank Noord-Holland is een van de elf rechtbanken in Nederland. De rechtbank ontstond per 1 januari 2013 door een samenvoeging van de rechtbank Haarlem met de rechtbank Alkmaar. Het bestuur van de rechtbank is gevestigd in Haarlem. Daarnaast heeft de rechtbank zittingsplaatsen in Alkmaar, Haarlemmermeer (als onderdeel van het Justitieel Complex Schiphol), en Zaanstad. In Den Helder en Hoorn werden nog zaken behandeld totdat deze voormalige kantongerechten sloten in 2014. Hoger beroep tegen beslissingen van de rechtbank kan worden ingesteld bij het Gerechtshof Amsterdam en voor bestuurszaken bij de Centrale Raad van Beroep of de Raad van State.

## Werkgebied
Het werkgebied omvat het grondgebied van Noord-Holland behalve het werkgebied van Rechtbank Amsterdam en behalve Gooi en Vechtstreek (dat het Noord-Hollandse deel is van het werkgebied van rechtbank Midden-Nederland).
Dit is het grondgebied van de gemeenten Alkmaar, Bergen, Beverwijk, Bloemendaal, Castricum, Den Helder, Dijk en Waard, Drechterland, Edam-Volendam, Enkhuizen, Haarlem, Haarlemmermeer, Heemskerk, Heemstede, Heiloo, Hollands Kroon, Hoorn, Koggenland, Landsmeer, Medemblik, Oostzaan, Opmeer, Purmerend, Schagen, Stede Broec, Texel, Uitgeest, Velsen, Waterland, Wormerland, Zaanstad en Zandvoort.